# Агора (организация)
«Агора» (полное официальное наименование — Международная правозащитная группа Агора) — объединение более 50 адвокатов и юристов-правозащитников из половины регионов России, работающих по резонансным делам о нарушении прав человека. До осени 2015 года адвокаты и юристы сотрудничали с Межрегиональной ассоциацией правозащитных общественных объединений «АГОРА», ликвидированной по инициативе Министерства юстиции РФ и решению суда 10 февраля 2016 года.

## История
«Агора» начала свою деятельность в 2005 году. Учреждена Казанским правозащитным центром, Читинским правозащитным центром и Чувашской правозащитной организацией «Щит и меч» 28 апреля 2005 года, государственная регистрация — 12 сентября 2005 года.
В 2013 году прокуратура потребовала от Ассоциации зарегистрироваться в качестве «иностранного агента». По сведениям Прокуратуры Республики Татарстан, Ассоциация «Агора» участвовала в политической деятельности, используя средства, полученные от Государственного департамента США. Ассоциация «Агора» заявила, что эта информация ложная, и отрицала получение средств от Госдепартамента США, а действия прокуратуры расценила как «необоснованное вмешательство в работу правозащитной организации и месть за принципиальную позицию по отстаиванию прав и законных интересов неправительственных организаций России» 21 июля 2014 года организация включена в реестр НКО, выполняющих функции иностранного агента.
19 июня 2023 года Генпрокуратура РФ приняла решение о признании нежелательной деятельность международной правозащитной группы «Агора».

### Статья Мороковой
По мнению корреспондента агентства «Новый Регион» Арины Мороковой, озвученному в декабре 2011 года, Ассоциация получала финансирование из недружественных России американских фондов, таких, как Фонд поддержки демократии, Фонд Макартуров и фонд Сороса. Она также высказывает предположение, что Ассоциация через свою деятельность по поддержке ВИЧ-положительных россиян лоббировала введение метадоновой заместительной терапии. Помимо этого, Ассоциации ставятся в вину нарушения закона, выявленные Управлением по налоговым преступлениям МВД Татарстана, в частности:
- неуплата налога на прибыль с полученных пожертвований,
- участие в отмывании доходов, полученных преступным путём, и финансировании терроризма,
- покупка в центре Казани недвижимости на средства, происхождение которых неизвестно.

Ассоциация в тот же день дала опровержение
 на данный материал, в частности, обратив внимание на факты, что:
1. ещё в июле 2011 года все претензии налоговой службы были признаны незаконными Высшим Арбитражным Судом РФ[10].;
2. ещё в сентябре 2009 года голословные обвинения в участии в отмывании доходов, полученных преступным путём, и финансировании терроризма не подтвердились[11];
3. у Ассоциации «АГОРА» нет в собственности недвижимости, а здание, в котором работают юристы Ассоциации, принадлежит Казанскому правозащитному центру, который ещё в 2008 году, единственный в Европе, получил престижную премию Фонда Макартуров на его покупку[12].
4. Ассоциация не лоббирует введение метадоновой заместительной терапии[13].

В декабре 2011 года Управление ФСКН РФ по Москве в связи с обращением депутата Государственной Думы Игоря Архипова о проведении проверки соответствия деятельности правозащитной ассоциации «АГОРА» нормам действующего законодательства провела соответствующую проверку. «По результатам проведенной проверки выявлено, что Межрегиональная Ассоциация правозащитных организаций „АГОРА“ пропагандой легализации наркотиков и внедрением заместительной терапии („метадоновых программ“) не занимается», — сообщил в ответе о результатах проверки заместителю прокурора Москвы В. В. Росинскому начальник Управления ФСКН РФ по Москве, генерал-лейтенант полиции В. К. Давыдов.
Между тем, главный редактор агентства «Новый регион» Юлия Шатова на следующий день после появления материала Арины Мороковой принесла извинения Ассоциации «АГОРА» за эту публикацию: «Приношу вам свои извинения за вчерашнюю публикацию. В настоящий момент с журналистом, который писал этот материал, проводится служебное разбирательство. Ещё раз прошу извинить за допущенные некорректные высказывания в ваш адрес. Очевидно, имело место злоупотребление доверием». В результате «Новый регион» опубликовал опровержение на текст Арины Мороковой.

### Ликвидация
10 февраля 2016 года Верховный суд Татарстана удовлетворил иск Министерства юстиции РФ, которое потребовало ликвидировать «Агору». По мнению министерства, организация нарушила закон об НКО — «иностранных агентах»: пыталась формировать общественное мнение, влиять на политику государства, отказывалась включать себя в реестр иностранных агентов и даже старалась из него выйти, после того как была занесена туда принудительно.
По мнению адвоката организации Рамиля Ахметгалиева, с момента создания «Агора» осуществляла общеполезную деятельность, ни разу не организовывала публичных мероприятий, не оказывала помощи политическим партиям и политикам и не участвовала в какой-либо форме в избирательных процессах. Адвокат заявил, что в исковом заявлении Минюст не приводит ни одного аргумента в пользу тезиса, что «Агора» угрожает национальной безопасности, основам конституционного строя, жизни и здоровью других граждан, а допущенные ею нарушения носят неустранимый характер.
Сразу после оглашения решения Верховного суда Татарстана адвокат Ахметгалиев заявил: «Принудительную ликвидацию Ассоциации за её правозащитную деятельность мы считаем признанием эффективности её деятельности, крайней чувствительности для властей и однозначным репрессивным шагом, демонстрирующим истинные цели государственной политики в отношении неправительственных организации в России».
Бывший руководитель «Агоры» Павел Чиков (возглавлял Ассоциацию до октября 2015 года) заявил в своем аккаунте в Facebook, что работа адвокатов и юристов по делам о нарушении прав человека будет продолжена в рамках созданной осенью 2015 года Международной правозащитной группы Агора, а сама Ассоциация Агора «фактически давно законсервирована. Так что Минюст в прямом смысле воюет с призраком».

### Международная Агора
Руководитель Международной Агоры — Павел Чиков — юрист, кандидат юридических наук.
Международная Агора начала свою деятельность в 2015 году — за полгода до ликвидации одноименной Ассоциации.

Международная «Агора» — это не юридическое лицо, мы не занимаемся финансово-хозяйственной деятельностью. Можно сказать, у нас клуб по интересам. Название оставили, потому что это узнаваемый бренд, ведь знают не только наших ведущих юристов и адвокатов, но и организацию «Агора»— Павел Чиков

## Деятельность
Основные направления работы — защита россиян, включая гражданских активистов, журналистов, блогеров, а также неправительственных организаций от незаконных действий государственных органов. По состоянию на декабрь 2017 года, адвокаты и юристы Международной Агоры ведут порядка 300 дел в российских судах и 431 жалобу заявителя в Европейском суде по правам человека, из которых 102 — от участников акции против коррупции 26 марта из 12 городов России. По делам Агоры ЕСПЧ огласил более 30 решений. По ним государство выплатило заявителям более 16 млн рублей компенсации. За 2017 год ЕСПЧ вынес 12 решений по делам адвокатов и юристов Агоры и взыскал 226,000 евро. На 1 января 2018 года 103 дела Международной Агоры коммуницированы ЕСПЧ.

### Дела
Адвокаты «Агоры» представляют интересы мессенджера Telegram в споре с ФСБ России, требующей предоставить «ключи» для декодирования сообщений пользователей.
В 2017 году по делам адвокатов Международной Агоры:
- В Петербурге из-за многочисленных нарушений суд вернул прокурору, а прокурор — в Следственный комитет уголовное дело об экстремизме активистки Дины Гариной[23].
- В Вологодской области по делу об экстремизме и клевете оправдан активист Евгений Доможиров[24].
- В Адыгее суд прекратил длившееся 2,5 года дело об экстремизме известного эколога Валерия Бриниха. Также суд отменил решение о включении его статьи в список экстремистских материалов[25].
- В Ульяновске прекращено уголовное преследование активиста Данила Алферьева за пародию на речь провластного политика[26].
- В Кургане суд оправдал воспитательницу детского сада Евгению Чудновец[27].
- В Екатеринбурге районный суд освободил ловившего в храме покемонов видеоблогера Руслана Соколовского. Областной суд смягчил ему наказание до 2 лет и 3 месяцев условно[28].
- Отменен приказ МВД РФ о запрете фотографировать отделы полиции[29].
- В Твери из СИЗО выпустили электрика Владимира Егорова, обвиняемого в экстремизме за пост во «ВКонтакте» против президента России[30].
- В Мордовии суд признал незаконным (позже решение было пересмотрено[31]) лишение адвоката Сергея Наумова статуса за появление в суде в шортах и бандане[32].
- На Кубани инспектор ПДН осужден на 23 года за изнасилование и убийство девочки[33].
- В Элисте 7 сотрудников УФСИН приговорены к 37 годам за пытки заключенных со смертельным исходом[34].
- В Краснодарском крае осуждены 10 сотрудников воспитательной колонии, пытавших подростков[35].
- 9 тяжелобольных осужденных освобождены по решению судов в Татарстане, Петербурге, Карелии, Свердловской области, Краснодарском, Забайкальском и Красноярском краях[36].

Ранее юристы «Агоры» работали по делам журналистов Олега Кашина и Евгения Шипилова («Газета.Ru») — по делам об их избиении, блогера Максима Ефимова по делу о помещении его в психиатрический стационар за публикацию в интернете, арт-группы «Война», галериста Марата Гельмана, музыкального критика Артемия Троицкого, автора молодёжных «Монстраций», художника Артёма Лоскутова.
Юристы «Агоры» и сотрудничающие с ней адвокаты добились прекращения уголовного преследования руководителя самарской Ассоциации некоммерческих организаций «В защиту прав избирателей „ГОЛОС“» Людмилы Кузьминой, главного редактора ИА «ВолгаИнформ» Людмилы Котовой, директора Центра физического, правового и духовного развития детей и подростков Тамбова Веры Дементьевой, лидера национальной марийской организации «Марий ушем» Нины Максимовой, редактора интернет-журнала «Новый Фокус» Михаила Афанасьева, родителей казанской журналистки Натальи Петровой, тюменских анархистов Андрея Кутузова и Рустема Фахретдинова, ижевского антифашиста Андрея Петрова, забайкальского правозащитника Виталия Черкасова, блогера Дмитрия Соловьева, главного редактора «Новой газеты в Самаре» Сергея Курт-Аджиева, руководителя интернет-библиотеки «Антикомпромат» Владимира Прибыловского, лидера краснодарской правозащитной организации «ЭТнИКА» Анастасии Денисовой, председателя Тамбовского правозащитного центра Лидии Рыбиной, главного бухгалтера Уполномоченного по правам человека в Татарстане, антифашиста-журналиста Института «Коллективное действие» Алексея Гаскарова по делу о нападении на администрацию Химок, главного редактора «Вечерней Тюмени» Владимира Ефимова. Также Ассоциация помогла журналисту «Коммерсанта» Олегу Кашину в суде по иску главы Росмолодёжи Василия Якеменко. В результате в исковых требованиях к журналисту было отказано.
«Агора» защитила интересы Союза комитетов солдатских матерей России, Независимой психиатрической ассоциации, Российского исследовательского центра по правам человека, Ассоциации в защиту прав избирателей «ГОЛОС», Новороссийского комитета по правам человека, «Движения за ядерную безопасность», челябинской организации «Планета надежд», добилась обвинительного приговора и реального лишения свободы для напавших на правозащитников Вадима Карастелева в Новороссийске и Алексея Сусликова в Саратове, признания незаконным милицейского обыска у правозащитника Дениса Фёдорова из Чебоксар и компенсации морального вреда за незаконный обыск у адвоката Рустема Валиуллина из Ижевска.
«Агора» занимается критическими делами о незаконных действиях представителей государственных органов, связанными с произволом полиции, армейских офицеров и персонала тюрем. В частности, юристы «Агоры» добились осуждения командира войсковой части по одному из первых в России дел о продаже военнослужащего в рабство. Благодаря «Агоре» 10 военнослужащих осуждены за гибель курсанта элитного Новосибирского высшего военного командного училища Радмира Сагитова. Начальник НВВКУ уволен, семья погибшего получила беспрецедентную по такого рода делам компенсацию в размере 3,5 миллионов рублей. Правозащитники добились обвинительного приговора главе ГУФСИН РФ по Челябинской области Владимиру Жидкову и его 17 подчинённым по делу об убийстве осуждённых в колонии № 1 Копейска.

### Реакция государственных органов
Из доклада Уполномоченного по правам человека в Российской Федерации Владимира Лукина за 2011 год:

В январе 2012 года не замеченная пока в апологетике государственной власти Межрегиональная Ассоциация правозащитных организаций «АГОРА», опубликовала обзор достойных, по её мнению, одобрения судебных решений, вынесенных в отчётном году. Правозащитники констатируют, что наши суды на деле продемонстрировали готовность к принципиальной правовой оценке насильственных преступлений, совершаемых на националистической почве, постепенно учатся различать неонацистов и антифашистов, отказываются от крайне сомнительной практики признания сотрудников правоохранительных органов и государственных должностных лиц других профессий в качестве отдельных «социальных групп».

Из стенограммы встречи президента России Дмитрия Медведева с Уполномоченным по правам человека в РФ Владимиром Лукиным (28 февраля 2012 года):

Д. Медведев: Если меньше жалуются — это первый признак того, что более или менее нормальная ситуация.
В. Лукин: Это первый признак того, что эта ситуация нормализуется.
Я вообще, конечно, плохой вестник, потому что занимаюсь жалобами, а не комплиментами, поэтому я на это меньше внимания обращаю. Но есть целый ряд положительных моментов. Такая организация, как «АГОРА» (Межрегиональная ассоциация правозащитных организаций), я об этом в заключении пишу, не была замечена в слишком «любовном» отношении к властям — она отметила очень положительные сдвиги, которые в некоторых судебных делах произошли.
С одной стороны, жалуются на судей и продолжают жаловаться, с другой стороны — есть вещи, которые вызывают уважение. Например, с агрессивными националистами, такими, прямо скажем, фашиствующими, суды стали обращаться значительно более адекватно. Есть целый ряд других решений.

### Книги
В 2008 году «Агора» и Ресурсный правозащитный центр презентовали книгу Ахметгалиев Р.Х., Каневская М.А., Максимов В.А., Чиков П.В. Неправительственные. Десятилетие выживания. — Казань: Отечество, 2008. — 244 с. — ISBN 978-5-9222-0244-2.. В ней собран и в доступной форме изложен анализ сложившейся правоприменительной и судебной практики по вопросам регистрации и контроля НПО. В основу исследования легли свыше 250 дел, исков органов юстиции и решений судов общей юрисдикции о ликвидации и прекращении деятельности НПО.
В 2010 году «Агора» и «Новая газета» выпустили книгу Богушевский Р.С., Глухов А.В., Даурцева Н.В. и др. Милиция эпохи распада: (2000-2009 гг.) / ред.: Соколов С.М., Колбасин Д.А.. — М.: АГОРА ; Новая газета, 2009. — 240 с. — ISBN 978-5-904571-05-4..
В 2012 году Ассоциация выпустила книгу Чиков П.В., Ахметгалиев Р.Х., Колбасин Д.А. Методика проведения публичных мероприятий: распределение ролей, связи с журналистами, защита. — Межрегиональная ассоциация правозащитных организаций «АГОРА», 2012. — 88 с. — ISBN 978-5-91940-216-9..

### Аналитика
В 2017 году Международная Агора выпустила доклад «Сотня российских разоблачителей». Юристы «Агоры» подсчитали, что за период с 1995 года зафиксировано не менее сотни случаев предания гласности различных фактов нарушений и злоупотреблений, представляющих общественный интерес. При этом сами люди все чаще подвергаются уголовным преследованиям, а информация засекречивается.
В 2017 году Международная Агора презентовала доклад «Россия под наблюдением — 2017: как власти выстраивают систему тотального контроля над гражданами». В России продолжает развиваться система практически тотального контроля отечественных спецслужб за интернет-трафиком россиян, констатируют авторы исследования.
В 2017 году Международная Агора подготовила доклад «Свобода слова как жертва. Цензура вследствие конфликта России и Украины». По словам российских правозащитников, затянувшийся конфликт с Украиной нанес колоссальный урон правам человека — участились расправы над политическими оппонентами, критикующими политику Кремля, ужесточилась цензура.
В 2017 году Международная Агора опубликовала доклад «Россия. Свобода интернета — 2016: на военном положении». Правозащитники сообщили о восьмикратном росте количества случаев ограничения свободы интернета.
За 2011 год Ассоциация зарегистрировала 850 сообщений о преследовании гражданских активистов, журналистов и неправительственных организаций (НПО) из 60 регионов страны. За весь 2010 год зафиксировано 603 факта из 50 регионов, в 2009—308; в 2008—144; в 2007—212; в 2006—118 подобных сообщений.
В 2011 году Ассоциация зарегистрировала 11 нападений на блогеров и журналистов, 173 факта административного давления, 38 уголовных преследований и 231 случай ограничения доступа к сайтам. Также зафиксированы 31 кибер-атака, 11 гражданско-правовых санкций в отношении блогеров и 5 предложений политиков и чиновников по урегулированию интернета.

### Финансирование
У группы нет общего финансирования, каждый адвокат имеет свои источники. Финансовую помощь оказывали организации «Зона права» Надя Толоконникова и Мария Алехина, Европейский суд по правам человека. Также было три гранта на общую сумму 12 млн руб, большая часть этих средств ушла на правовую школу «Агоры».

## Оценки деятельности
Главный редактор «Новой газеты» Дмитрий Муратов в программе «Особое мнение» «Эхо Москвы»

Я вам могу сказать, чем занимается «АГОРА» и Казанский правозащитный центр, — они занимаются тем, что охраняют граждан от беспредела сотрудников правоохранительных органов. Они многократно занимались пытками в милиции, они занимались способами выработки различных методов, как люди могут защититься от своего бесправия, когда сталкиваются с правоохранительными органами. По материалам Казанского правозащитного центра было не одно уголовное дело в отношении сотрудников милиции, которые глумились над населением. «АГОРА» вообще сейчас представляет отчасти интересы жертв майора Евсюкова, расстрелявшего, как известно, из пистолета 9 человек.

Как известно из документов дела, 2 человека были убиты, более 20 получили различные ранения.

## Награды
- Премия памяти профессора Торолфа Рафто (Норвегия, 2014)[52].
- Премия имени Сьюра Линдебрекке (Норвегия, 2017)[53].